# Igor' Nikitin
Igor' Ivanovič Nikitin (in russo Игорь Иванович Никитин?; Komsomol'sk-na-Amure, 29 febbraio 1952) è un ex sollevatore sovietico medagliato olimpico che ha gareggiato nella categoria dei pesi massimi primi (fino a 100 kg.).

## Carriera
Nel 1978 Igor' Nikitin si mise in evidenza a livello internazionale vincendo la medaglia d'argento ai Campionati europei di Havířov con 362,5 kg. nel totale, dietro al connazionale Sergej Arakelov (387,5 kg.) e davanti allo svizzero Michel Broillet (355 kg.).
Due anni dopo Nikitin vinse il suo unico titolo nazionale sovietico e poco dopo partecipò alle Olimpiadi di Mosca 1980, dove conquistò la medaglia d'argento con 392,5 kg. nel totale, battuto dal cecoslovacco Ota Zaremba (395 kg.). In quell'anno la competizione olimpica di sollevamento pesi era valida anche come Campionato mondiale.
Già inquadrato come ufficiale nell'Esercito sovietico, dopo il ritiro dall'attività agonistica intraprese quella di allenatore di sollevamento pesi, diventando capo allenatore delle Forze Armate dell'URSS e, più tardi, responsabile tecnico della squadra nazionale russa di sollevamento pesi dal 1994 al 1998, conquistando alle Olimpiadi di Atlanta 1996 due medaglie d'oro con Aleksej Petrov e Andrej Čemerkin e una d'argento con Sergej Syrcov.
Durante la sua carriera di sollevatore stabilì quattro record mondiali, di cui tre nella prova di strappo ed uno nel totale.